# West Virginia Air National Guard
La West Virginia Air National Guard (en français: Garde nationale aérienne de Virginie-Occidentale, WV ANG) est la milice aérienne de l'État de Virginie-Occidentale, aux États-Unis d'Amérique. Elle est, avec la West Virginia Army National Guard, un élément de la Garde nationale de Virginie-Occidentale (en).
En tant qu'unités de la milice d'État, les unités de la Garde nationale aérienne de Virginie-Occidentale ne font pas partie de la chaîne de commandement normale de l'US Air Force. Elles sont sous la juridiction du gouverneur de la Virginie-Occidentale via le bureau de l'adjudant général (en) de Virginie-Occidentale, à moins qu'elles ne soient fédéralisés par ordre du président des États-Unis. La Garde nationale aérienne de Virginie-Occidentale a son siège à Charleston et son commandant est le major-général Hoyer.

## Présentation
Selon le concept de «Force totale», les unités de la Garde nationale aérienne de Virginie-Occidentale sont considérées comme des composantes de la réserve aérienne (ARC) de l'US Air Force (USAF). Ces unités sont entraînées et équipées par l'armée de l'air et sont acquises opérationnellement par un grand commandement de l'USAF (en) si elles sont fédéralisées. En outre, les forces de la Garde nationale aérienne de la Virginie-Occidentale sont affectées à des forces expéditionnaires aériennes et sont soumises à des ordres de mission de déploiement aux côtés de leurs homologues du service actif et de la réserve.
Parallèlement à leurs obligations de réserve fédérale, en tant qu'unités de la milice d'État, les éléments de la garde nationale aérienne de Virginie-Occidentale sont susceptibles d'être activés par ordre du gouverneur pour assurer la protection de la vie et des biens, et préserver la paix, l'ordre et la sécurité publique. Les missions de l'État comprennent les secours en cas de catastrophe en période de tremblements de terre, d'ouragans, d'inondations et d'incendies de forêt, la recherche et le sauvetage, la protection des services publics vitaux et le soutien à la défense civile.

## Composantes
La Garde nationale aérienne de Virginie-Occidentale se compose des unités principales suivantes :
- 130th Airlift Wing

Créée le 1er octobre 1955 ; Opère des C-130 Hercules
Stationnée à: Charleston Air National Guard Base, Charleston
Gérée par: Air Mobility Command
La 130th Airlift Wing fournit un transport aérien tactique en appui de l'United States Air Force et de l'État de Virginie occidentale.
- 167th Airlift Wing (en)

Créée le 7 mars 1947 (comme : 167th Fighter Squadron (en)) ; Opère des C-17 Globemaster III
Stationnée à : Shepherd Field Air National Guard Base (en), Martinsburg
Gérée par : Air Mobility Command
La 167th Airlift Wing fournit un transport aérien stratégique en appui de l'United States Air Force.

## Historique
Le 24 mai 1946, les forces aériennes de l'armée des États-Unis, en réponse aux réductions du budget militaire d'après-guerre imposées par le président Harry S. Truman, transfèrent différentes unités inactives à la gestion des Gardes nationales d'État pour leur fournir des désignations d'unité afin de les rétablir en tant qu'unités de la Garde nationale aérienne.

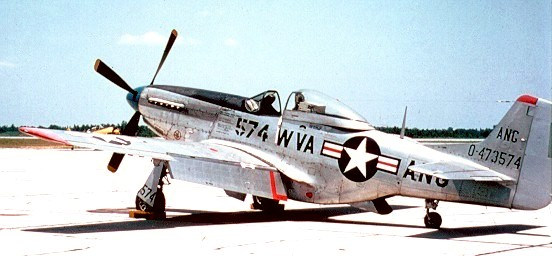
Un F-51D Mustang du 167th Fighter Squadron, qui a volé de 1948 à 1957. La West Virginia Air National Guard a été la dernière unité des gardes nationales aériennes à être équipée du Mustang en service. Le dernier F-51 (44-72948) a été retiré pour servir de pièce de musée à la base aérienne de Wright-Patterson le 27 janvier 1957.

Les origines de la West Virginia Air National Guard remontent au 7 mars 1947 avec la création du 167th Fighter Squadron, qui est la plus ancienne unité de la West Virginia Air National Guard. Initialement équipé de F-51D Mustang (le nouveau nom du P-51 Mustang après 1947), le 167th Fighter Squadron est reconnu par le gouvernement fédéral et activé sur l'aéroport de Kanawha, à Charleston, avec la mission principale de défense aérienne de l'État. Cependant, le 18 septembre 1947 est considéré comme la naissance officielle de la Garde nationale aérienne de Virginie-Occidentale, ce qui coïncide avec la création de la United States Air Force en tant que branche distincte de l'armée américaine en vertu du National Security Act de 1947.
Le 10 octobre 1950, le 167th FS et tout le personnel prêtent serment pour 21 mois de service actif pendant la guerre de Corée. La plupart du personnel et tous les aéronefs font partie de la 123d Fighter-Bomber Wing (en), située à Godman Army Airfield (en), dans le Kentucky. Certains membres sont transférés sur la RAF Manston près de Londres, en Angleterre, aux commandes d'avions F-84 Thunderjet. D'autres pilotes chevronnés sont transférés dans la Far East Air Force pour des missions de combat pendant la guerre de Corée. Libéré du service actif le 9 juillet 1952, le 167th Fighter Interceptor Squadron (167th FIS) retourne à Charleston et repris les vols avec le F-51 Mustang.
Au début des années 1950, l'aéroport de Kanawha ne pouvant pas accueillir d'avions à réaction, Shepherd Field (en) à Martinsburg reçoit l'approbation comme nouveau site pour le 167th FIS le 21 septembre 1955. Le déménagement officiel a lieu le 3 décembre 1955, lorsque le 167th FIS déménage de l'aéroport de Kanawha à Shepherd Field.
La Garde nationale aérienne de Virginie-Occidentale est autorisée à s'étendre à deux unités d'avions distincts en 1955 par le Bureau de la Garde nationale. Le 1er octobre 1955, le 130th Troop Carrier Squadron (en) (130th TCS) est créé sur l'aéroport de Kanawha, à Charleston, et reçoit une reconnaissance fédérale étendue. Cet escadron est affecté au Tactical Air Command, qui le place sous la Eighteenth Air Force (en). Équipé de l'avion amphibie Grumman HU-16 Albatross et de l'avion de transport de troupes Curtiss C-46 Commando, la mission principale du 130th TCS est de soutenir les missions d'opérations spéciales de l'Air Commando. Le 1er juillet 1960, les HU-16 et C-46 sont remplacés par des avions d'observation de combat C-119 Flying Boxcar et U-10D Super Courier (en). En 1975, ces deux avions sont remplacés par l'avion de transport C-130E Hercules beaucoup plus capable, avec une mise à niveau en C-130H Hercules en 1986. Aujourd'hui, la 130th Airlift Wing (130 AW) fournit un transport aérien tactique à l'Air Force, la Navy, au Marine Corps et à d'autres pays alliés grâce à l'utilisation continue du C-130H Hercules.
La 167th Airlift Wing (167 AW) fournit un transport aérien mondial à l'Air Mobility Command, avec des transporteurs C-17 Globemaster III opérant dans le monde entier en appui des missions de l'US Air Force.

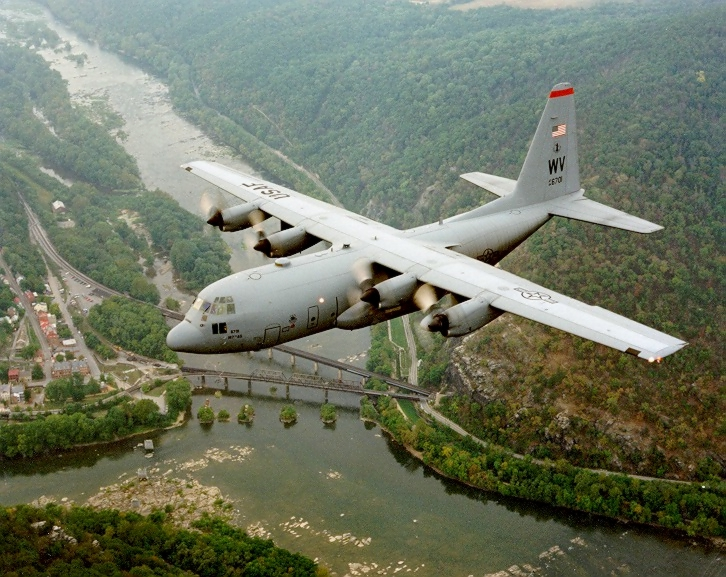
Un C-130H Hercules de la West Virginia Air National Guard survolant Harpers Ferry, la jonction des rivières Potomac et Shenandoah.

Après les attaques terroristes du 11 septembre 2001 contre les États-Unis, des éléments de chaque unité de la Garde nationale aérienne de Virginie-Occidentale sont activés pour soutenir la guerre mondiale contre le terrorisme. Les équipages de conduite, le personnel de maintenance des aéronefs, les techniciens des communications, les contrôleurs aériens et le personnel de sécurité aérienne participent aux survols de défense aérienne dans le cadre de l'opération Noble Eagle dans les grandes villes des États-Unis. En outre, des unités de Virginie-Occidentale sont déployées à l’étranger dans le cadre de l’opération Enduring Freedom en Afghanistan et de l’opération Iraqi Freedom en Irak, ainsi que dans d’autres endroits selon les instructions.
Le 13 mai 2005, le département de la Défense publie son rapport Base Realignment and Closure, 2005 (en) (BRAC), et la 130th Airlift Wing est l'une des unités dont la mise hors service est prévue. Ses huit appareils C-130H doivent être réaffectés à Pope Air Force Base (en), et son personnel de soutien au combat expéditionnaire (ECS) doit être transféré à la 167th Airlift Wing.
Après avoir pris connaissance de cette recommandation, plusieurs anciens commandants de la 130th Airlift Wing ainsi que des membres de la commission locale du comté de Kanawha et du conseil d'administration de l'aéroport de Yeager forment l'organisation "Keep 'Em Flying" pour tenter d'empêcher le déclassement de l'unité. À la suite d'une vague de soutien communautaire, des fonds sont recueillis pour des annonces dans les journaux et à la radio, et pour embaucher des analystes familiers du rapport BRAC, le tout dans le but de sauver l'unité. Le 13 juin 2005, des membres de la commission BRAC viennent à Charleston pour évaluer la base et parler au général Tackett, au gouverneur Joe Manchin, au sénateur Robert Byrd, à la membre du Congrès Shelley Moore Capito et au colonel Bill Peters, Jr., ancien commandant du 130th et président de "Keep 'Em Flying".
À la suite de cette visite, et prenant en compte toutes les informations qui leur sont présentées pendant cette période, la commission BRAC vote à l'unanimité pour maintenir intacte le 130th AW.